# Semur-en-Auxois
 Semur-en-Auxois  es una población y comuna francesa, en la región de Borgoña, departamento de Côte-d'Or, en el distrito de Montbard y cantón de Semur-en-Auxois.

## Demografía
| 3399 | 3812 | 4334 | 4619 | 4545 | 4453 |
| Para los censos de 1962 a 1999 la población legal corresponde a la población sin duplicidades (Fuente: INSEE [Consultar]) |      |      |      |      |      |

## Panorama

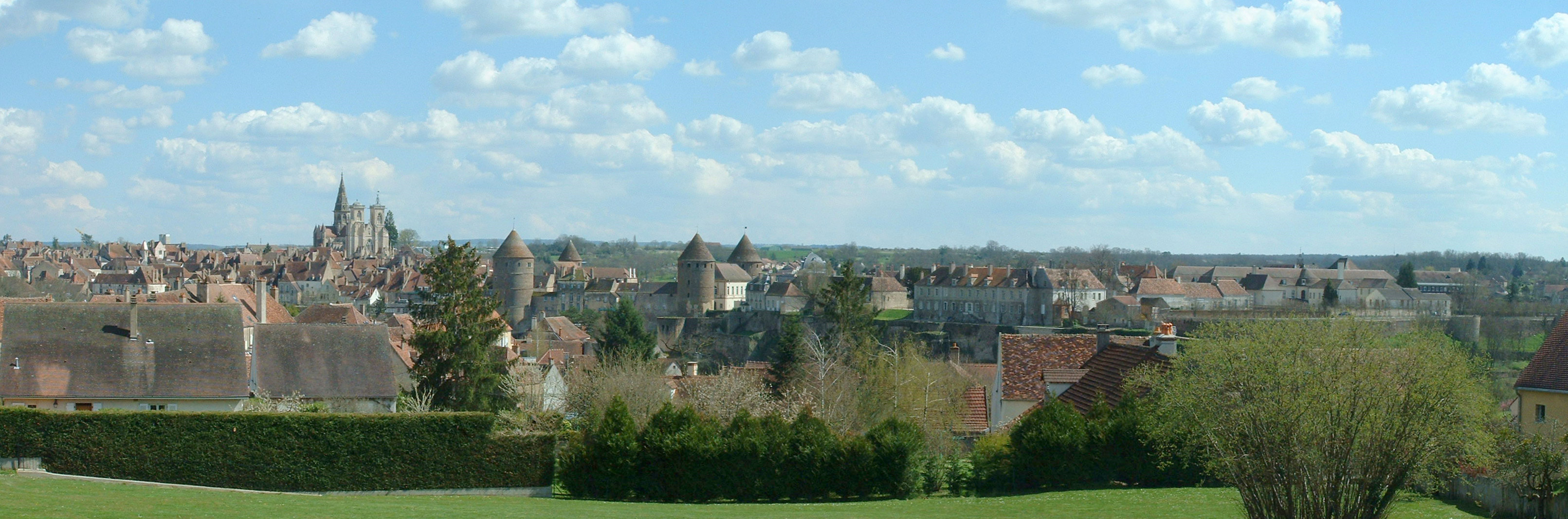
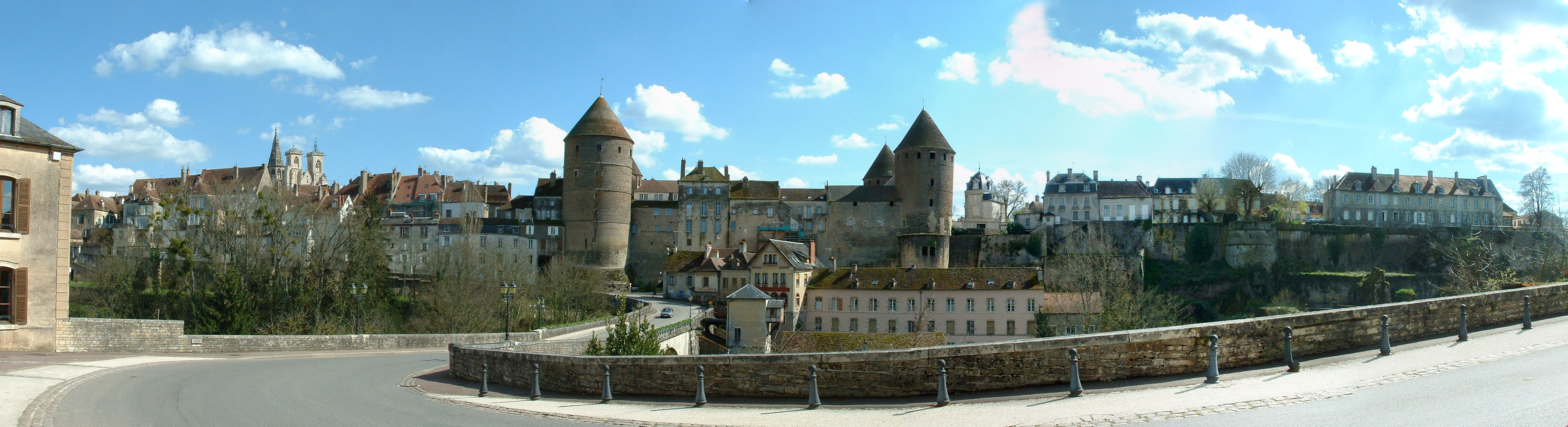

Imágenes panorámicas de la ciudad: